# حامل الأكياس جبسيلا
حامل الأكياس جبسيلا (الاسم العلمي: Coleophora gypsella) هي عثة من عائلة حاملات الأكياس المتوطِّنة في المغرب.